# Iferouane
Iferouane (auch: Eférouane, Iférouan, Iférouane, Iferouâne, Iférwan und Iférwane) ist eine Landgemeinde und der Hauptort des gleichnamigen Departements Iférouane in Niger.

## Geographie

Karte von Südalgerien und Umgebung. Iferouane ist unten rechts.

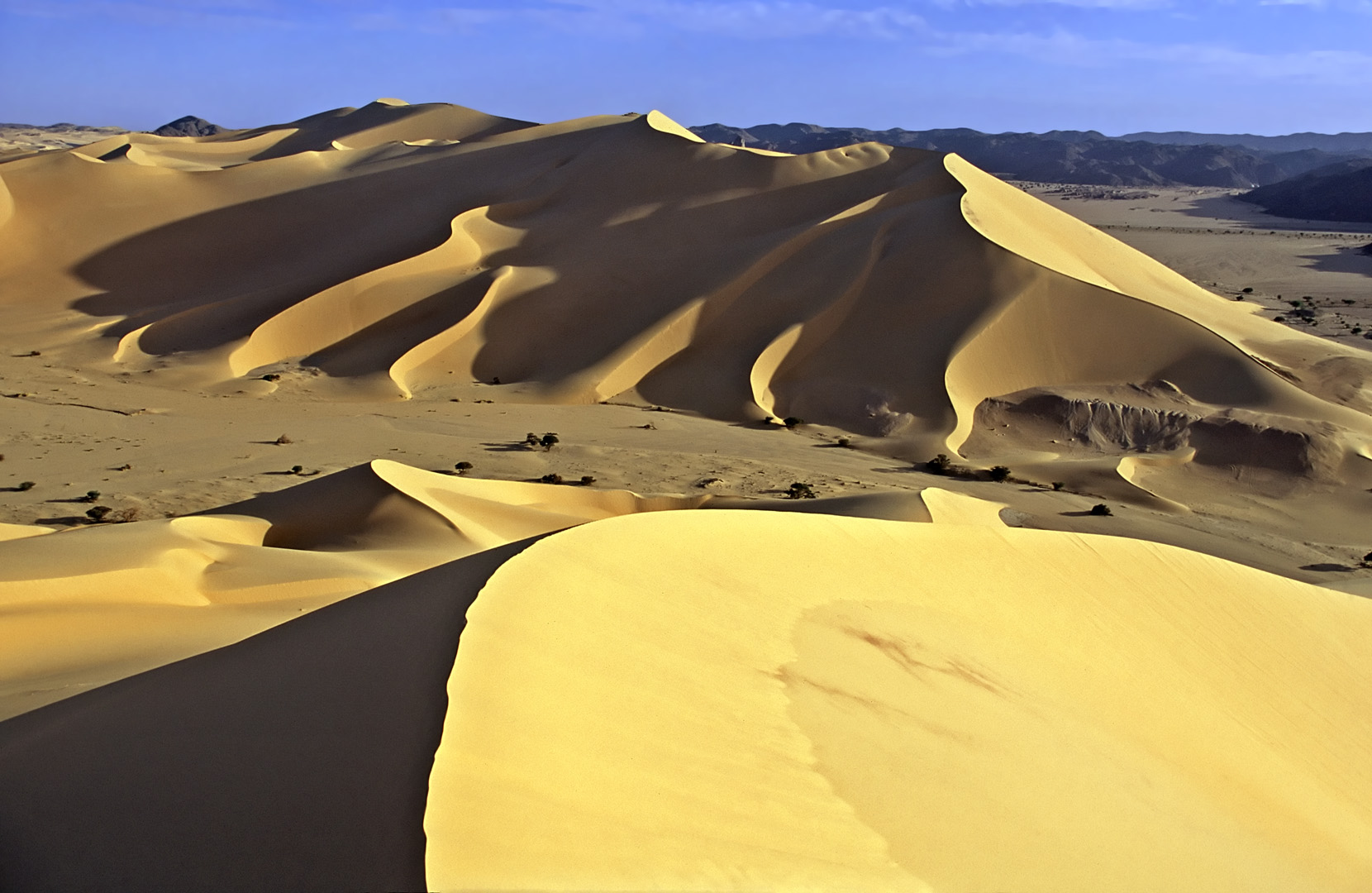
Landschaft von Témet nördlich von Iferouane

Der Hauptort der Landgemeinde ist die Siedlung Iferouane. Sie ist in fünf Stadtviertel (quartiers) gegliedert: Quartier Administratif, Quartier Afa, Quartier Centre (Eférouane), Quartier Nord und Quartier Toudou. Bei den übrigen Siedlungen im Gemeindegebiet handelt es sich um 7 Dörfer, 114 Lager und 23 Wasserstellen. Zusätzlich beansprucht Iferouane die Wasserstellen Obrassan und Alodaye in der Nachbargemeinde Timia.
Der Hauptort Iferouane ist die Hauptoase im nordwestlichen Teil des Aïr-Gebirges. Sie ist der Hauptverwaltungssitz des Naturschutzgebiets Aïr und Ténéré, des mit 77.000 km² größten Schutzgebiets Afrikas. Die Siedlung liegt im Irhazar-Tal (auch: Ighazar-Tal). Die Umgebung ist sehr gebirgig und rau. Quarz-, Granit- und Gneisgesteine prägen die Gegend. Zumeist liegen sie lose verstreut, gelegentlich in großen Blockformationen. Der kleine ruhige Ort liegt auf einer Höhe von 653 m am Fuß des bis zu 1988 m hohen Tamgak-Massivs (ein kreisrunder granitener Pluton und Teil des ausgedehnten Aïr-Gebirges) und wird durch Lehmhäuser, Mattenzelte und Gärten geprägt.
Die Gemeinde grenzt im Norden an den Nachbarstaat Algerien. Die Nachbargemeinden in Niger sind Djado im Nordosten, Fachi im Südosten, Timia im Süden und Gougaram im Westen.

## Geschichte

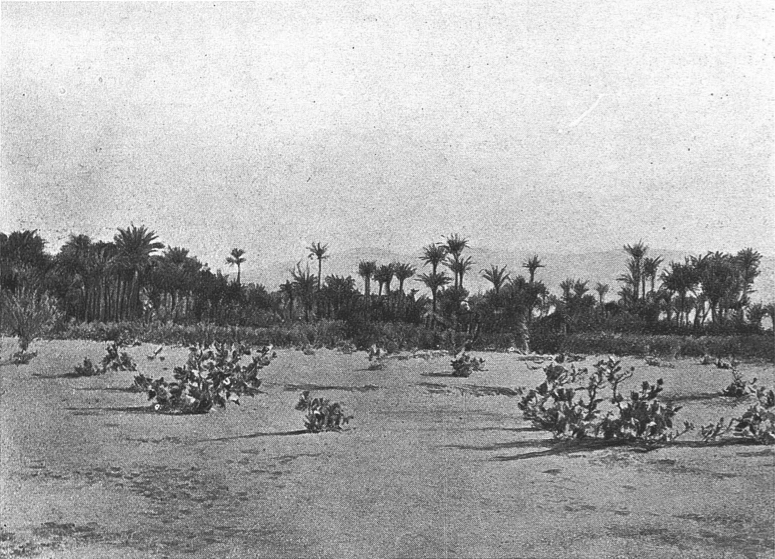
Dattelpalmen und Oscher in Iferouane im Jahr 1899

Als Gründerväter des Orts gelten die vornehmen Kel-Ferwan-Tuareg, die mittlerweile in die Gegend von Agadez abgewandert sind. Der Name des Oasenortes wird aus dem Tamascheq hergeleitet und bedeutet in der Sprache der dort angesiedelten Tuareg: „die Felder“.
Der deutsche Afrikaforscher Heinrich Barth besuchte Iferouane in den 1850er-Jahren, wobei ihm nicht nur Dattelbäume, sondern zu seiner Überraschung, Gärten ins Auge stachen. Gegen Ende des 19. Jahrhunderts wurde das heute überall im Jemen gebräuchliche Prinzip eingeführt, dass Zugtier (regelmäßig ein Ochse) ein ledernes Schöpfgefäß über eine Rolle aus dem Brunnen zieht. Das Wasser wird über ein Kanalsystem zu den Beeten geführt. Zum Gemeindegebiet gehört die vor allem im 19. Jahrhundert bedeutende Siedlung Tintellust.

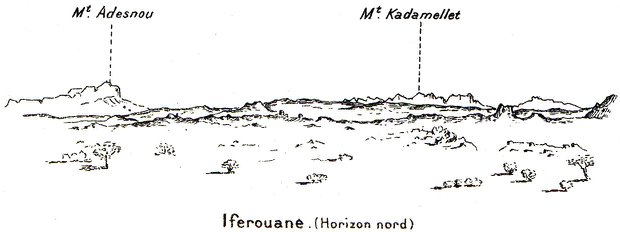
Zeichnung der Mission Foureau-Lamy von Iferouane im Jahr 1899

Im Jahr 1899 verbrachte eine französische Militärexpedition, die Mission Foureau-Lamy, mehrere Monate in Iferouane. Im Februar jenes Jahres sollten hier zusätzliche Packtiere zugezogen werden, damit die beschwerliche Weiterreise nach Agadez bestritten werden konnte. Erst deutlich verspätet, nämlich im Juni, konnte die Expedition tatsächlich aufzubrechen. Tuareg-Nomaden hatten das Unterfangen der Expedition durch eine Vielzahl von Angriffen torpediert, sodass an einen Aufbruch nicht zu denken war. Daneben wurden die versprochenen Lasttiere nicht geliefert, sodass die Expeditionsleiter sich auf eigene Faust mit Nachschub eindecken mussten. Parallel dazu starben viele der mitgebrachten Kamele. Unter schwierigsten Bedingungen konnte die Expedition im Juni aufbrechen.
Während der französischen Kolonialzeit hatte Iferouane die Funktion des nördlichsten Militärpostens in Niger. Die 293 Kilometer lange Piste nach Agadez galt in den 1920er Jahren als einer der Hauptverkehrswege in der damaligen Kolonie. Die französische Verwaltung richtete 1947 eine Schule speziell für die nomadische Bevölkerung ein.

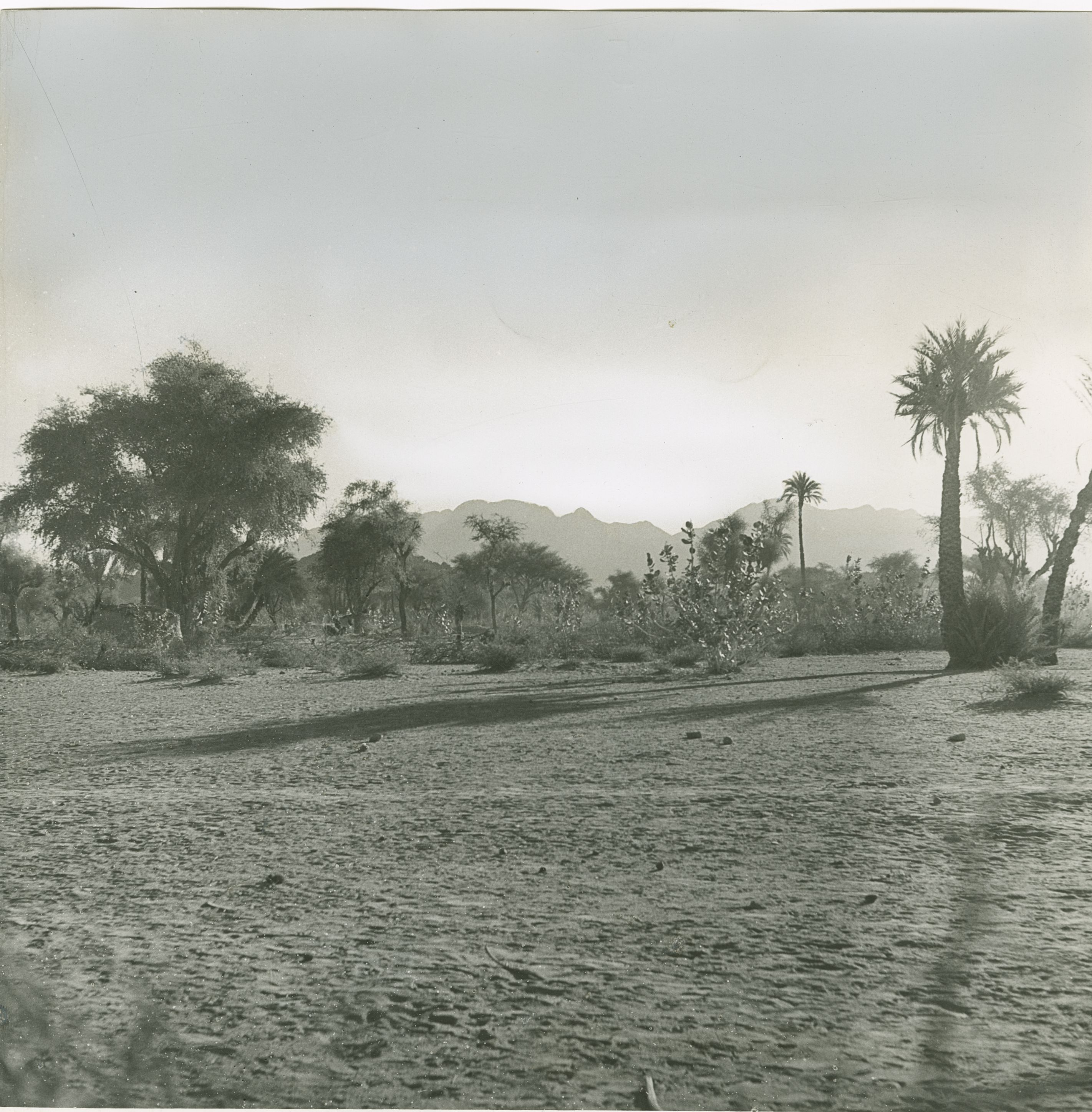
Oase von Iferouane im Jahr 1961

Im Jahr 1964 gliederte eine Verwaltungsreform Niger in sieben Departements, die Vorgänger der späteren Regionen, und 32 Arrondissements, die Vorgänger der späteren Departements. Iferouane wurde dem neu geschaffenen Arrondissement Agadez zugeschlagen, erhielt jedoch – wie Ingall – den Status eines Verwaltungspostens (poste administratif) im Gebiet des Arrondissements. Verwaltungsposten waren besondere Gebietseinheiten eine Ebene unterhalb von Arrondissements, die als eine Art Vorstufe zu einer späteren Umwandlung in ein eigenes Arrondissement galten. Das Gebiet des Arrondissements Agadez wurde 1969 auf die Arrondissements Arlit und Tchirozérine aufgeteilt. Iferouane wurde dem Arrondissement Arlit zugeschlagen. 1998 wurden die bisherigen Arrondissements Nigers in Departements umgewandelt.
Mitte der 1970er Jahre verwirklichten die Deutsche Gesellschaft für Technische Zusammenarbeit und die Gesellschaft für Kläranlagen und Wasserversorgung aus Mannheim ein großes gemeinsames Projekt zur Verbesserung der Wasserversorgung im Dorf. Die Anzahl der Gärten stieg von 32 im Jahr 1981 auf 81 in den Jahren 1983/1984. In den Jahren 1984, 1985 und 1986 führte die Rallye Dakar über Iferouane.
Während der 3. Tuareg-Rebellion (2007–2009) war Iferouane Eröffnungsschauplatz der Rebellion durch die ersten Angriffe des MNJ. Zahlreiche Zusammenstöße zwischen Rebellen und Regierungstruppen erschütterten die Region in und um Iferouane. Im Oktober 2007 vermeldete der Präsident der SOS Iférouane Initiative, dass die Aufstandsbewegungen wochenlanges Hungern im Dorf ausgelöst hätten, da die Versorgungswege abgeschnitten waren. Daneben seien massiv Malaria und Diarrhoe aufgetreten. Wassermangel und Schikanen durch die Armeekräfte verschlimmerten die Situation weiter. Im November 2008 war die Stadt unbewohnt, die Einwohner waren nach Arlit und Agadez geflüchtet. Im Jahr 2009 waren die meisten Einwohner wieder zurückgekehrt. Seitdem wurden die zerstörten Infrastrukturen wiederaufgebaut und die Landwirtschaft reaktiviert.
Seit 2011 gehört die Landgemeinde nicht mehr zum Departement Arlit, sondern zum neugeschaffenen Departement Iférouane. Der bisherige Verwaltungsposten wurde zum Hauptort des Departements erhoben.

## Bevölkerung
Bei der Volkszählung 2012 hatte die Landgemeinde 13.655 Einwohner, die in 2.847 Haushalten lebten. Bei der Volkszählung 2001 betrug die Einwohnerzahl 8.108 in 1.491 Haushalten. Im Jahr 1964 lebten rund 10.000 Menschen im Gebiet um Iferouane.
Im Hauptort lebten bei der Volkszählung 2012 2.486 Einwohner in 412 Haushalten, bei der Volkszählung 2001 1.918 in 353 Haushalten und bei der Volkszählung 1988 1.757 in 329 Haushalten.
Östlich des Hauptorts leben Nomaden der Tuareg-Gruppe Kel Eguiga. In der Gemeinde wird die Tamascheq-Varietät Tayart gesprochen.

## Politik
Der Gemeinderat (conseil municipal) hat 11 Mitglieder. Mit den Kommunalwahlen 2020 sind die Sitze im Gemeinderat wie folgt verteilt: 6 PNDS-Tarayya und 5 MPR-Jamhuriya.
Jeweils ein traditioneller Ortsvorsteher (chef traditionnel) steht an der Spitze der Dörfer Agalal, Souloufiet, Tassibit, Téghawghaw und Tintellust.

## Kultur und Sehenswürdigkeiten

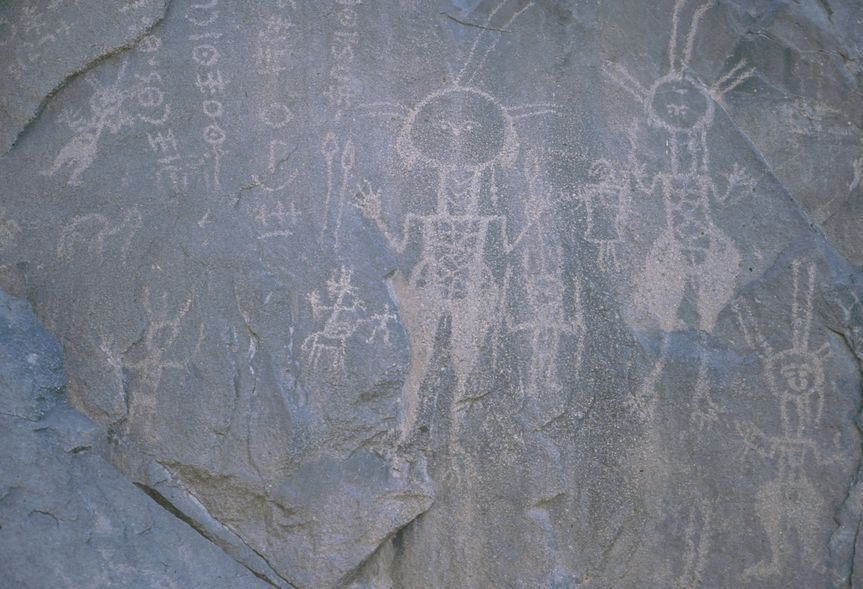
Felsbilder im Tal Arakao im Gemeindegebiet von Iferouane

Besuche der prähistorischen Funde im Aïr werden zumeist von Iferouane aus geplant. Nördlich der Siedlung liegen jungsteinzeitliche Felsmalereien. Giraffen, Rinder und Antilopen zieren deutlich erkennbar Felsbrocken und -nasen. Bis hoch ins 90 km entfernte Tezirek entdeckt man immer wieder Felsmalereien. Ein bedeutender Fundort, der mit Siedlungsresten und Gräberfeldern verbunden ist, ist das Trockental Iwelen.
In Iferouane fand von 2001 bis 2006 alljährlich zwischen dem 27. bis 29. Dezember das Aïr-Festival statt, bis es nach Tchirozérine übersiedelte. Die Region versucht sich damit kulturell für den Tourismus starkzumachen. Die Tuareg versuchen anlässlich dieses Festes Nützliches und Gesellschaftliches zu verknüpfen, denn es werden Probleme und mögliche Hilfestellungen für die Tuareg diskutiert. Weiterhin werden Wettbewerbe ausgetragen. So sind Preise zu gewinnen, für den schönsten Tagelmust, das am besten angeschirrte Kamel, das schönste traditionelle Kostüm und andere Wettbewerbsgegenstände. Tanz, Dichtung, Musik und farbenfrohe Präsentationen der verschiedenen Festdelegationen runden das dreitägige Fest ab.

## Wirtschaft und Infrastruktur
Über unbefestigte Straßen und Pisten findet die Oase Anschluss an die Verbindungsstraße zwischen Arlit und Agadez, dem Wirtschaftszentrum im traditionellen Handel und Handwerk sowie Treffpunkt im Karawanenfernhandel der saharischen Völker und Stämme. In Iferouane befindet sich ein ziviler Flughafen mit unbefestigter Start- und Landebahn, der Flughafen Iférouane (ICAO-Code: DRZI). Im Hauptort gibt es einen lokalen Bürgerhörfunk (radio communautaire). Das staatliche Versorgungszentrum für landwirtschaftliche Betriebsmittel und Materialien (CAIMA) unterhält eine Verkaufsstelle im Hauptort. Die klimatologische Messstation im Hauptort liegt auf 681 m Höhe und wurde 1940 in Betrieb genommen.
Gesundheitszentren des Typs Centre de Santé Intégré (CSI) sind im Hauptort sowie in den Siedlungen Agalal und Tintellust vorhanden. Der CEG Iférouane ist eine allgemein bildende Schule der Sekundarstufe des Typs Collège d’Enseignement Général (CEG). Der Collège d’Enseignement Technique d’Iférouane (CET Iférouane) ist eine technische Fachschule. Beim Centre de Formation aux Métiers d’Iférouane (CFM Iférouane) handelt es sich um ein Berufsausbildungszentrum.

## Persönlichkeiten
- Illias Almahady (* 1944), Offizier
- Brigi Rafini (* 1953), Politiker, Premierminister Nigers